# Анайрін Барнард
Анайрін Барнард (англ. Aneurin Barnard, 8 травня 1987) — валлійський актор. Відомий тим, що зіграв Дейві в фільмі «Ханкі Дорі», Клода в «Правда про Емануеля», Боббі Вілліса в «Сілла», Тіма в серіалі «Тринадцять», короля Річарда III в телесеріалі «Біла королева», Вільяма в фільмі «Ви помрете, чи ми повернемо вам гроші», Гібсона в фільмі «Дюнкерк» (2017) та Бориса Павліковського у «Щиголь».

## Юність
Барнард народився в Бридженді в Уельсі 8 травня 1987 року в сім'ї фабричної робітниці Джун і шахтаря Террі Барнарда. Його рідною мовою є валлійська. Відвідував школу Лланхарі в Ронта-Кінон-Тав під час навчання в середній школі. Барнард навчався в Королівському валлійському коледжі музики та драми, який закінчив у 2008 році, і отримав нагороду RWCMD Associate Award у 2019 році.